# Górsk
Górsk – wieś w Polsce położona w województwie kujawsko-pomorskim, w powiecie toruńskim, w gminie Zławieś Wielka.
Wieś leży przy trasie drogi krajowej nr 80. Według Narodowego Spisu Powszechnego (III 2011 r.) liczyła 1964 mieszkańców. Jest największą miejscowością gminy Zławieś Wielka.

## Historia
Miejscowość leży na pograniczu Mazowsza oraz Pomorza i związana była historycznie z ziemią chełmińską na Pomorzu Nadwiślańskim. Ma metrykę średniowieczną i istnieje co najmniej od pierwszej połowy XIII wieku. Wymieniona została po raz pierwszy w dokumencie z 1233 jako "Gorzk, Gorsk, Gorsky, Gorske, Gursko, Gorzko, Gorszke, Gorszcke, Gorschke", 1596 "Gursk".
Tereny, na których powstała wieś były jednak zasiedlone znacznie wcześniej. W okolicyarcheolodzy zlokalizowali gród wczesnośredniowieczny.
Po sprowadzeniu na Mazowsze przez księcia Konrada I mazowieckiego zakonu krzyżackiego tereny, na których leży miejscowość w XIII-XV wieku znalazły się we władaniu krzyżaków. W 1233 Górsk odnotowano kiedy zakon nadał Toruniowi wyspę zwaną "Wola Kępa".
W 1346 wieś należała do komturii toruńskiej zakonu krzyżackiego. Tego roku wielki mistrz Henryk Dusemer lokował wieś na prawie niemieckim nadając jej 25 łanów z karczmą ze zwolnieniem mieszkańców od robót przy tamie na rzece Drwęcy. Ustalił czynsz w wysokości 8 szk. oraz dwóch kur z każdego łanu oraz z karczmy, które mieli mieszkańcy płacić do Torunia. Wyposażył także kościół w Starym Toruniu wsiami Górsk, Smolno oraz Przysiek. Przy okazji ustalania granic w dokumencie opisano okolicę. Granice Górska biegły od dawnego pastwiska wzdłuż Wisły aż do rowu, wzdłuż niego do lasu, wzdłuż lasu do miejsca zwanego "Luckowe", stamtąd przez las do miejsca zwanego "Zanowe" i dalej od bramy Zanowe przez zarośla aż do pustkowia, gdzie oznakowana była granica majętności. Następnie wzdłuż drogi między zaroślami,a pustkowiem aż do miejsca zwanego "Kochberge", gdzie znów oznakowano granicę i drogą do niej przez zarośla do miejsca zwanego "Lange Damerow" wzdłuż rowu do rzeki Wisły.
W 1368 komtur toruński Dytrych von Brandenburg karczmarzowi Piotrowi 13 morgów roli i łąki dziedzicznej z czynszem rocznym 6,5 wiardunku z morgi, od którego zwolnił go w ramach wolnizny na okres 3 lat. W 1437 wieś była własnością zakonu i liczyła 31 łanów od, których płacono czynsz 8 szk. oraz dwie kury z jednego łanu. 22 łany były osiadłe, a 9 łanów opuszczonych, karczmarz dawał dwie grzywny oraz jeden szk. czynszu.
W 1454 po wybuchu wojny trzynastoletniej toczonej pomiędzy państwem zakonu krzyżackiego, a Koroną Królestwa Polskiego miejscowość została włączona do Korony. W 1454 i 1457 miasto Toruń poprosiło króla polskiego Kazimierza IV Jagiellończyka o nadanie wsi i fowarków należących poprzednio do zakonu, a w tym m.in. Górska. W 1457 czynsz z Górska wyniósł 12 grzywien 4 szk. W 1457 Kazimierz Jagiellończyk nadał Górsk miastu Toruń. W 1466 na mocy traktatu toruńskiego podpisanego po zakończonej wojny trzynastoletniej miejscowość została włączona do Korony i leżała w powiecie chełmińskim, województwa chełmińskiego Korony Królestwa Polskiego. W XVI wieku wieś była własnością miasta Torunia, w klucz bierzgłowskim i liczyła 31 łanów.
Wskutek I rozbioru Polski w 1772, miejscowość przeszła pod władanie Prus i jak cała ziemia chełmińska znalazła się w zaborze pruskim.
W okresie Reformacji Górsk stał się wsią protestancką. Z tamtego okresu pochodzi, wybudowany przez ewangelickich mieszkańców, kościół (po II wojnie światowej przejęty przez Kościół rzymskokatolicki).
W miejscowości był przystanek kolejowy Górsk.

## Współczesność
W latach 1954–1971 wieś należała i była siedzibą władz gromady Górsk, po jej zniesieniu w gromadzie Pędzewo. W latach 1975–1998 miejscowość administracyjnie należała do województwa toruńskiego.
W tej miejscowości Służba Bezpieczeństwa PRL 19 października 1984 uprowadziła kapelana „Solidarności”, ks. Jerzego Popiełuszkę, który z racji antykomunistycznych wystąpień był od dłuższego czasu inwigilowany i prześladowany. W miejscu uprowadzenia stoi pomnik w kształcie przewróconego krzyża.
Od 2014 działa tu Centrum Edukacji Młodzieży im. ks. Jerzego Popiełuszki.
W skład kompleksu wchodzi: Muzeum multimedialne, Muzeum Regionalne, świetlica środowiskowa, Sala Jana Pawła II i Wielkich Polaków, Sala Marianny Popiełuszko, Kawiarenka Patriotyczna oraz boisko sportowe. Głównym celem CEM jest propagowanie idei ks. Jerzego Popiełuszki oraz przesłania jego pracy duszpasterskiej.
Gospodarzami Centrum jest Zgromadzenie Świętego Michała Archanioła.

## Galeria

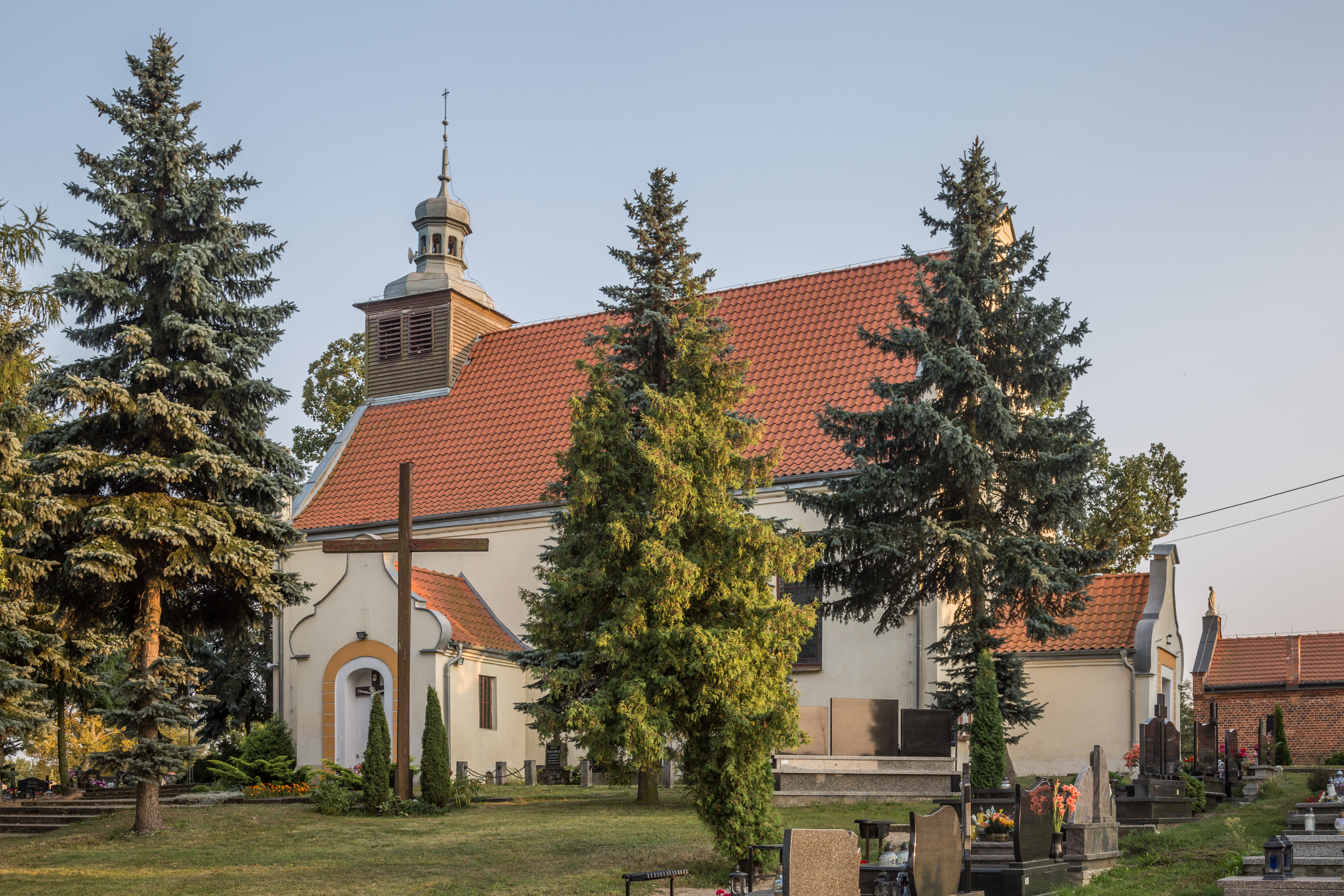
Kościół Krzyża Świętego (2018 r.)
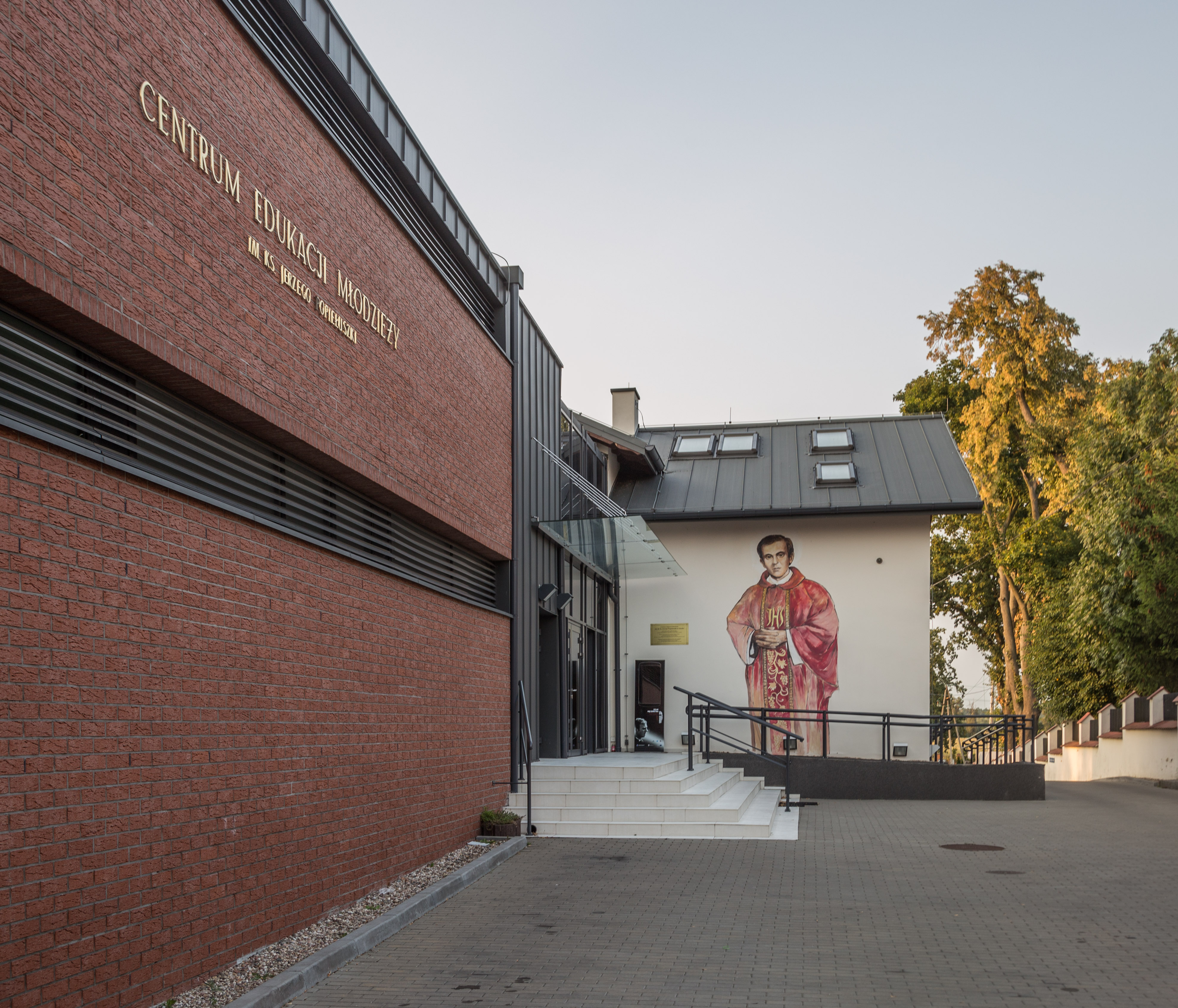
Centrum Edukacji Młodzieży im. ks. Jerzego Popiełuszki
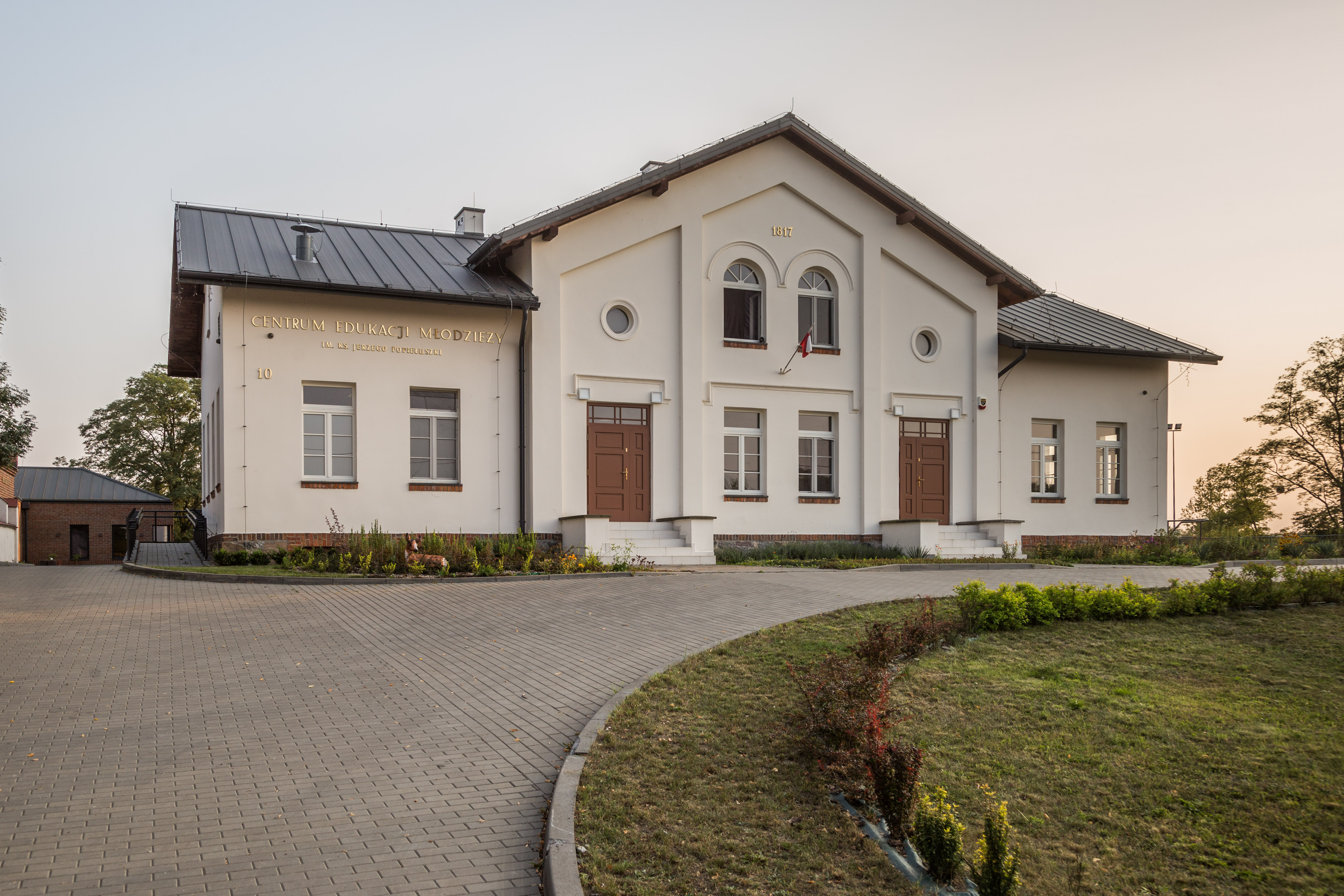
Dawna szkoła. Obecnie Centrum Edukacji Młodzieży.
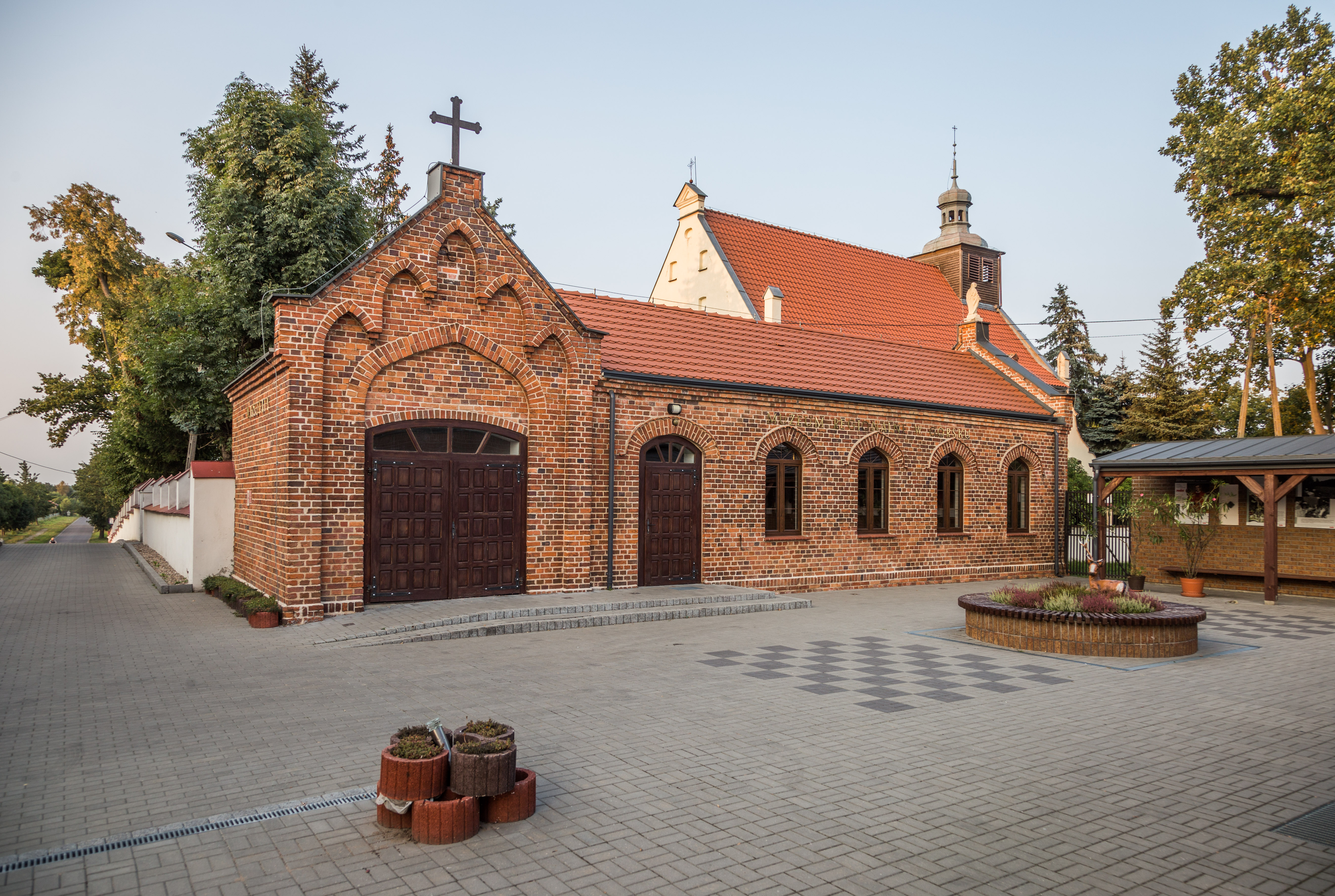
Budynek mieszczący Muzeum Regionalne. Dawna Pastorówka.
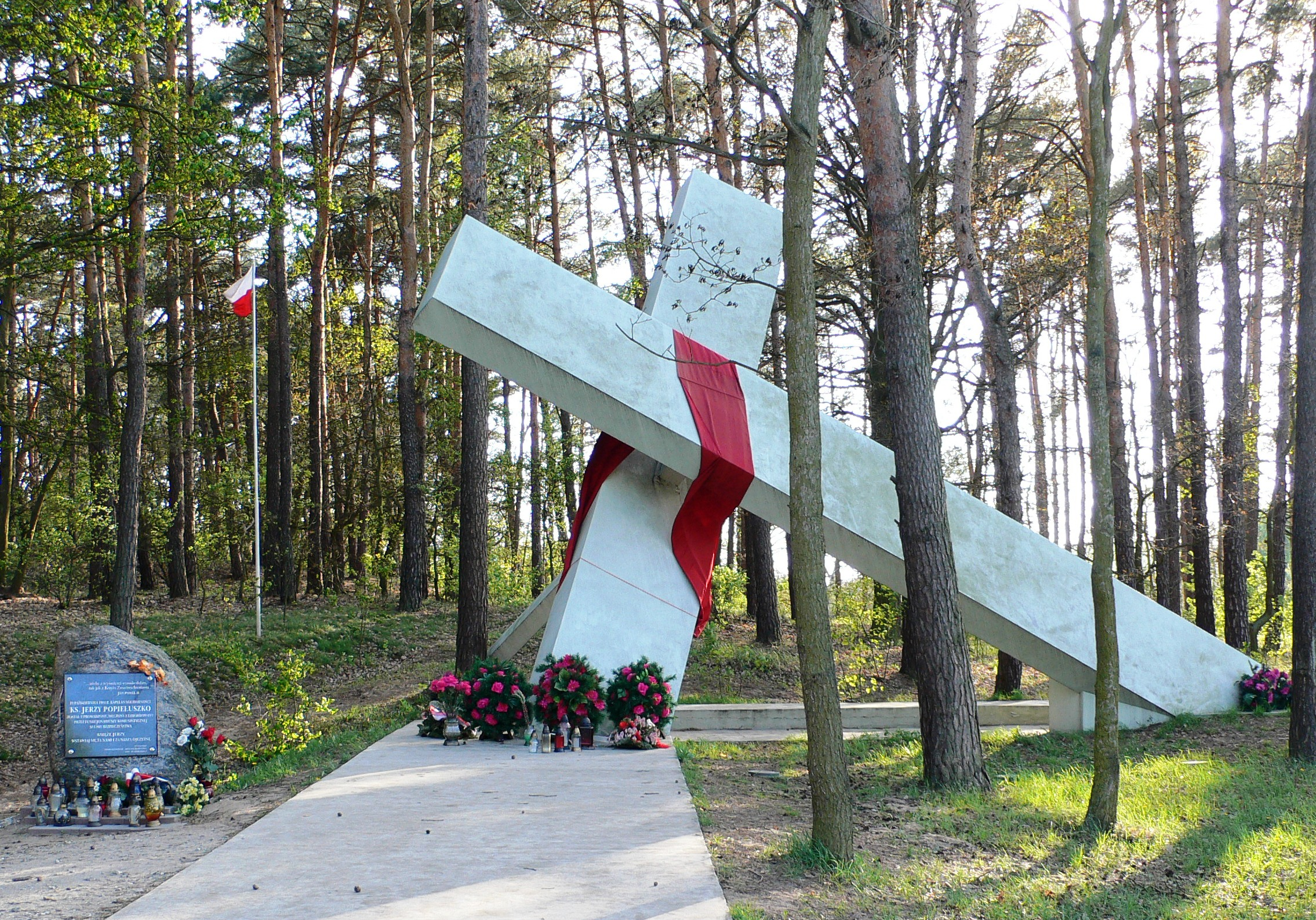
Pomnik w kształcie krzyża
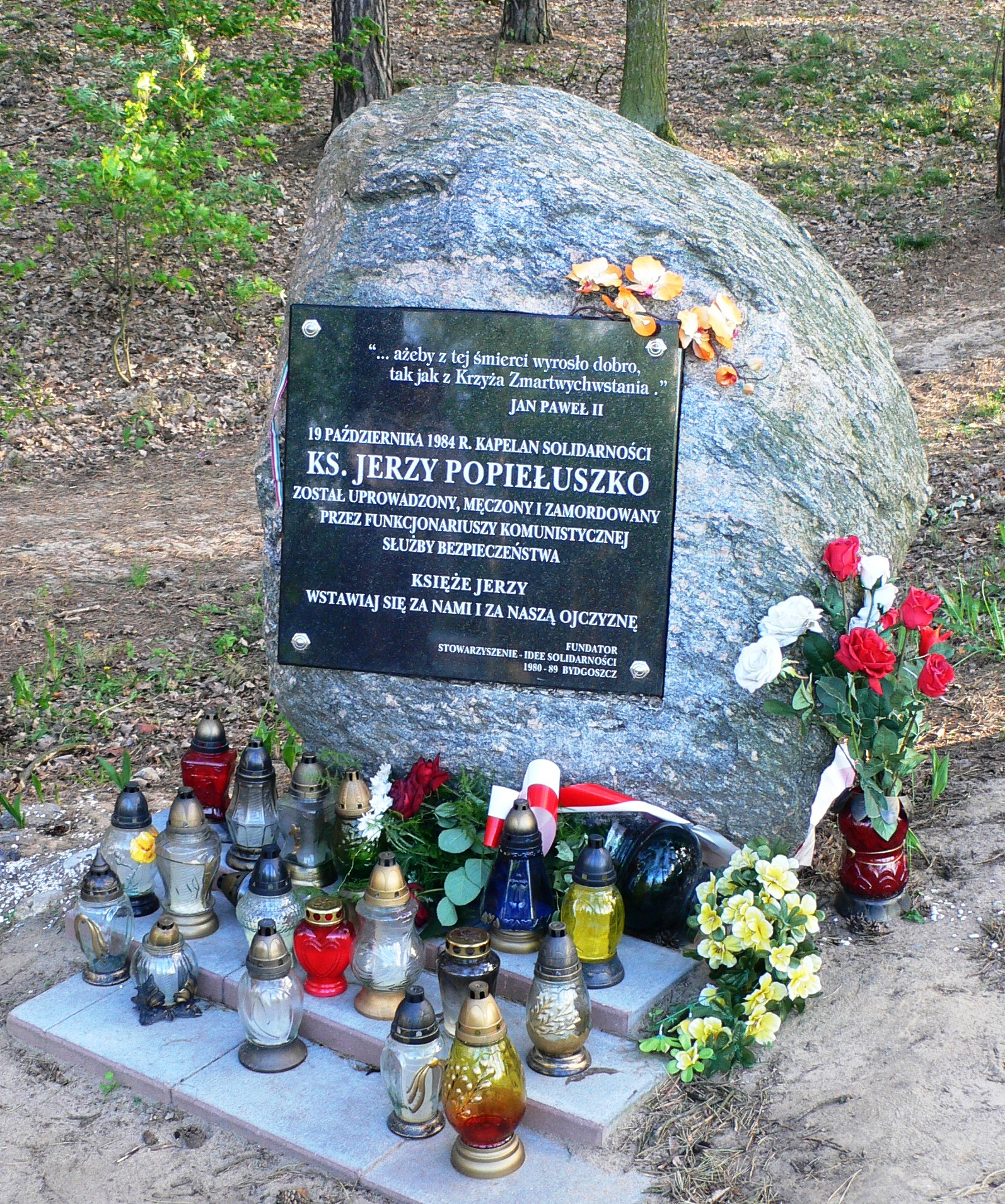
Kamień z tablicą pamiątkową

## Zabytki
- barokowy kościół Podwyższenia Krzyża Świętego z XVII w., pierwotnie ewangelicki, od roku 1946 katolicki należący do parafii pw. Podwyższenia Krzyża Świętego. W świątyni znajduje się 8 wielkich pastelowych malowideł wykonanych w 1696 roku przez Honsa Tiolemona, ołtarz z 1727 roku, ambona z 1608 roku, chrzcielnica z XIV wieku – wykonana na wyspie Gotlandia o cechach romańsko-gotyckich, chór i organy z 1727 roku,
- cmentarz przykościelny z grobowcem z 2. połowy XIX w., dawniej ewangelicki, z którego zachowało się kilka nagrobków ustawionych przy północnej ścianie kościoła,
- plebania z 1. połowy XIX w.,
- chałupa drewniana z około 1850 r.,
- wały przeciwpowodziowe
- dawny dworzec kolejowy z ok. 1910 r.[8]

Zabytki nieistniejące:
- karczma
- zamek
- kościół w Starym Toruniu